# Marienkapelle (Adenau)

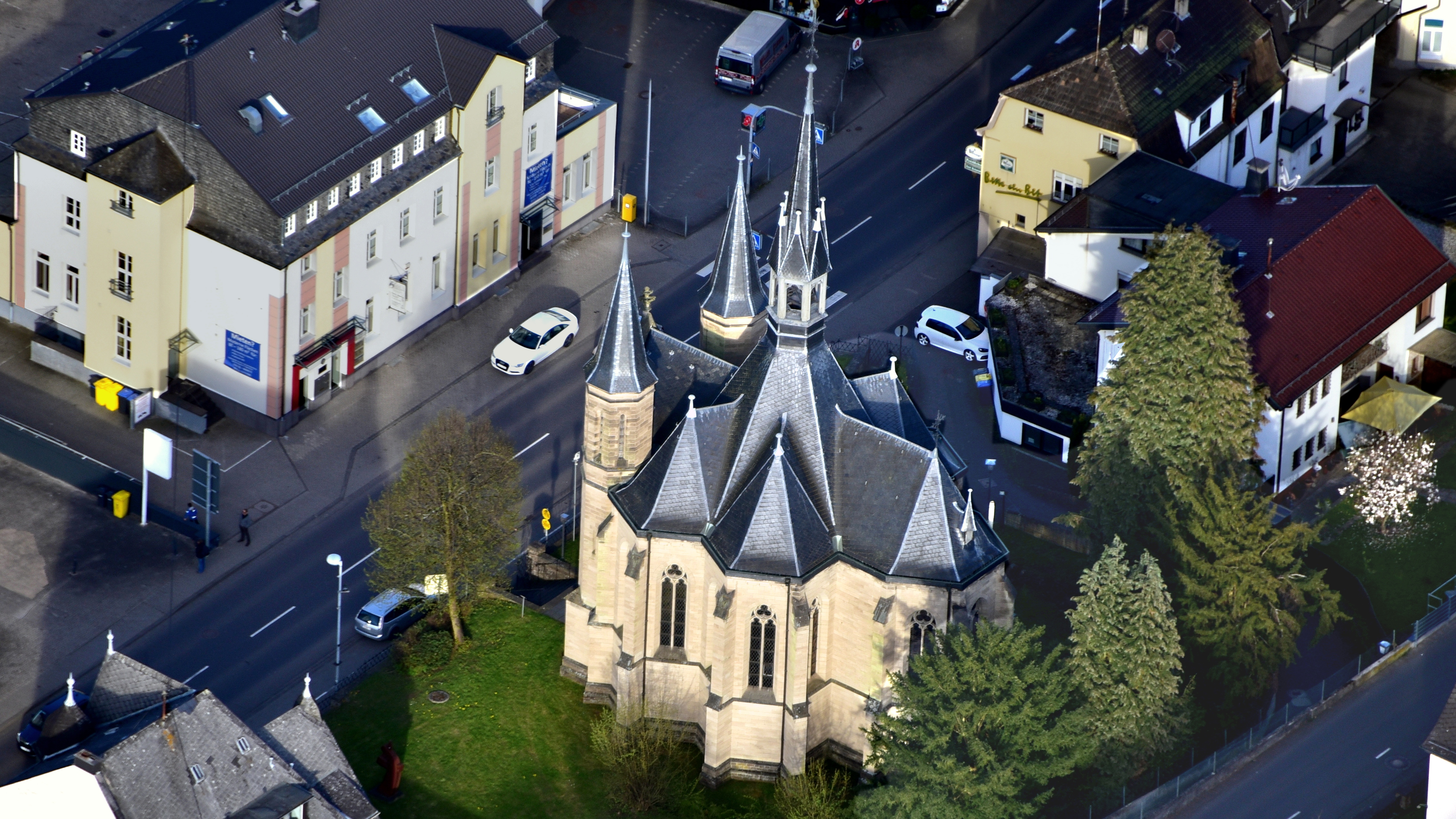
Luftaufnahme der Marienkapelle (2016)

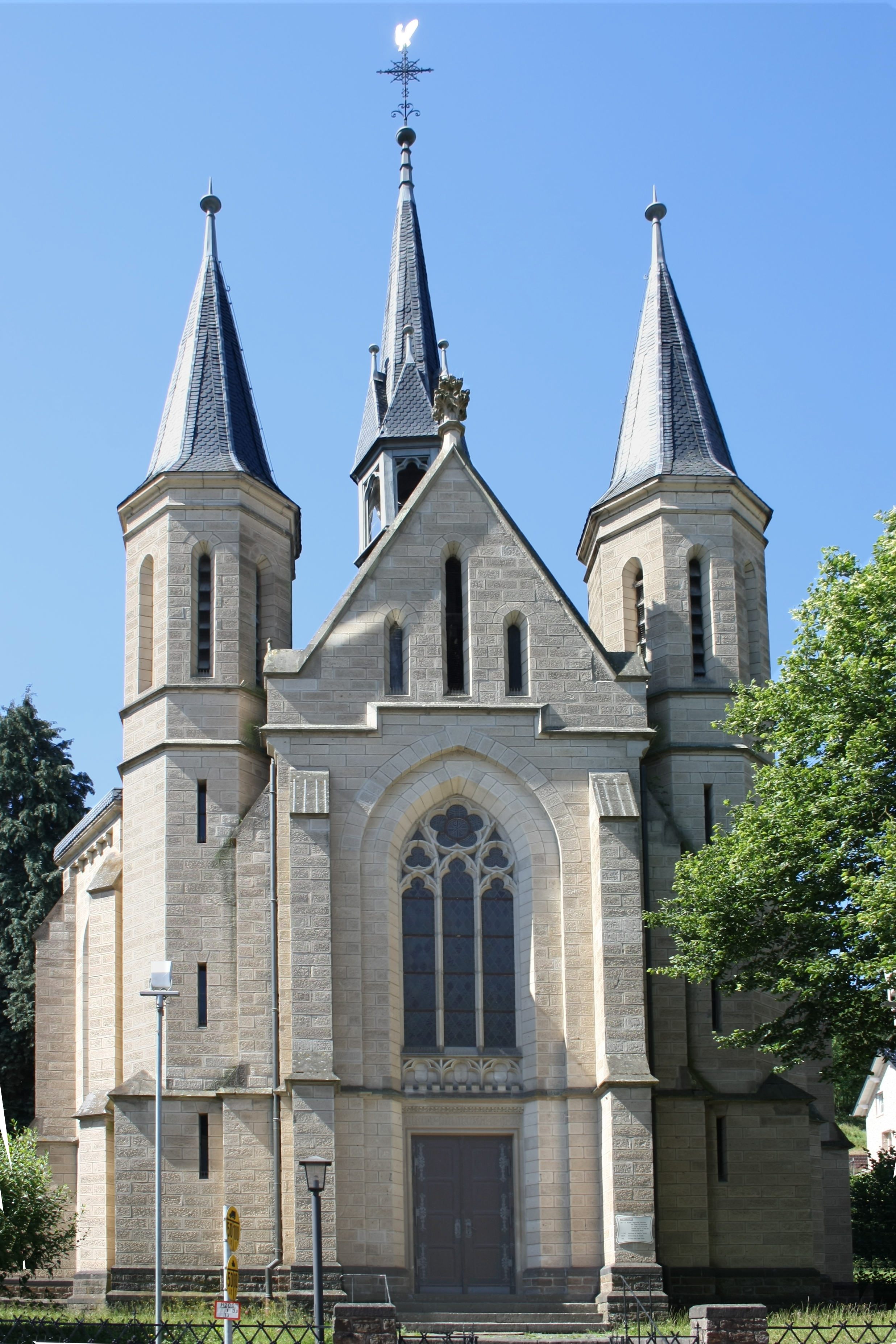
Portalfassade der Marienkapelle

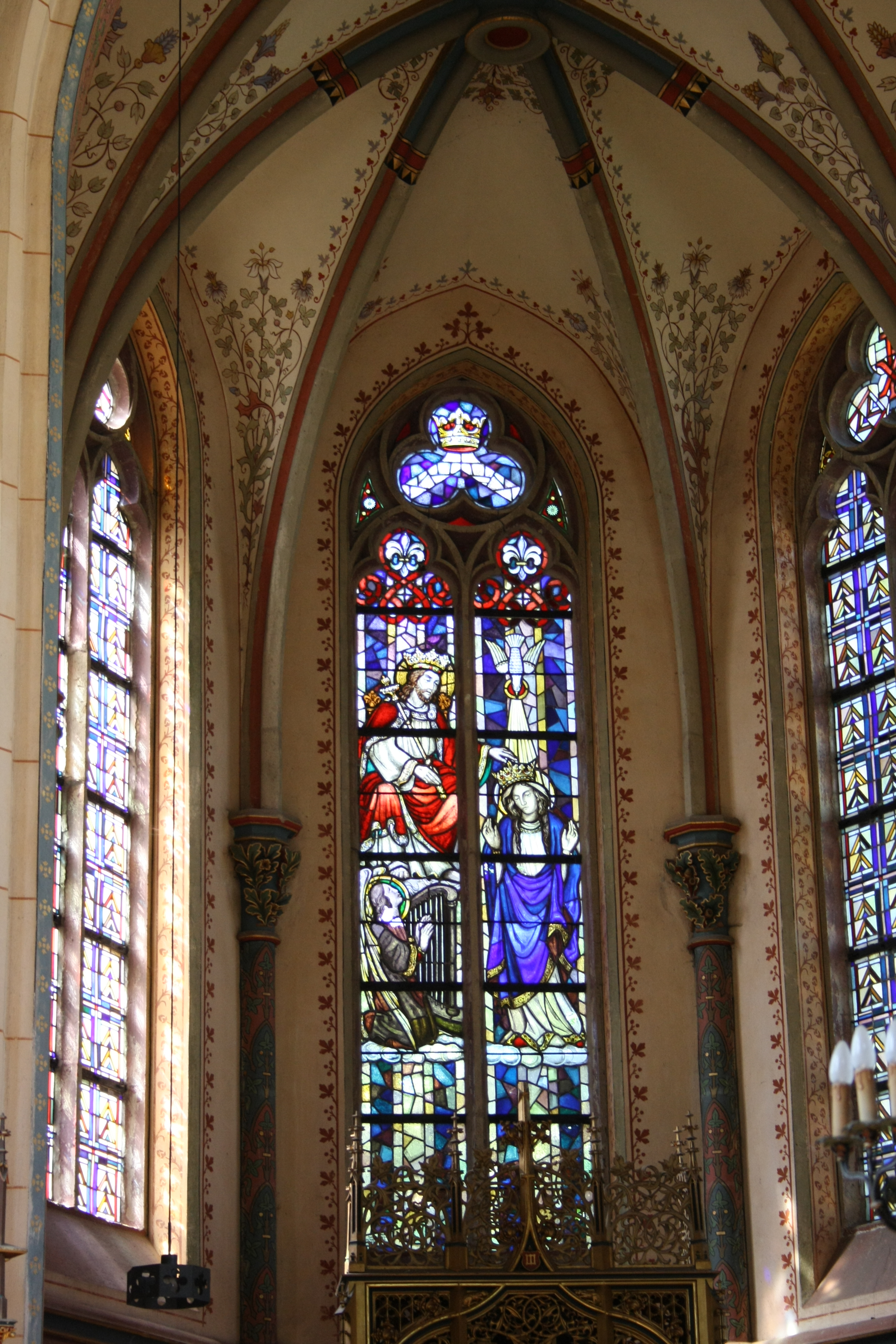
Chor der Marienkapelle

Die katholische Marienkapelle in Adenau, einer Stadt im Landkreis Ahrweiler (Rheinland-Pfalz), wurde von 1893 bis 1895 erbaut. Sie steht an der Hauptstraße 20.

## Geschichte
Die heute unter Denkmalschutz stehende Kapelle wurde nach den Plänen des Düsseldorfer Architekten Caspar Clemens Pickel errichtet. Sie ist eines der wenigen vollständig erhaltenen Zeugnisse neugotischer Kirchenbaukunst. Pickel schuf hier seinen einzigen verwirklichten Zentralbau, und es gelang ihm ein Gesamtkunstwerk, da er die Planung und Durchführung des Baus sowie die Gestaltung der kompletten Ausstattung bestimmen konnte. Der Architekt hatte bereits zwischen 1890 und 1893 die Portale, Kirchenbänke und die Kanzel der Pfarrkirche St. Johannes in Adenau entworfen und erhielt wegen seiner guten Kontakte zur Pfarrgemeinde den Auftrag, die Marienkapelle zu errichten.
Der Vorgängerbau, die 1753 geweihte Kapelle zur schmerzhaften Mutter Maria, ragte in die 1860 bis 1862 ausgebaute Hauptstraße hinein und war außerdem als Marienwallfahrtsstätte zu klein geworden. Nach Ankauf eines Nachbargrundstücks und der Genehmigung der Baupläne konnte am 1. August 1893 der Grundstein gelegt werden. Nach verschiedenen Verzögerungen wurden am 5. April 1895 die Glocken aus der Glockengießerei Andreas Hamm in Frankenthal benediziert, die nach Zeichnungen von Pickel gegossen worden waren. Am 20. Mai 1895 wurde die Kapelle eingeweiht und erhielt die Aufgabe einer Filialkirche.

## Baubeschreibung

### Außen
Die freistehende Kapelle, in ihrem Mittelpunkt 14,40 Meter breit und 21,10 Meter lang, bildet ein gleichseitiges Sechseck mit Sterngewölbe, das von trapezförmigen Radialkapellen umsäumt wird. An der Portalseite befindet sich eine kleine Vorhalle mit darüberliegender Orgelbühne, die von zwei Türmen flankiert wird. Dreiteilige Maßwerkfenster werden durch hoch aufragende Strebepfeiler von den Turmflanken getrennt. Auf dem zentralen Pyramidendach sitzt ein Dachreiter, der mit seiner Höhe von 31 m schon von weitem den Blick auf sich zieht. Die niedrigeren, bis auf die mit einem Giebel versehene Portalseite abgewalmten Satteldächer der einzelnen Raumteile schließen sich dem Dach des Kernbaus an. Die Kreuzblume über dem Giebel, die Maßwerkfenster, Kapitelle und die Schlusssteine wurden von dem Düsseldorfer Steinmetzmeister Theodor Haake ausgeführt.

### Innen
Die helle und gleichmäßige Belichtung der Kapelle wird durch die Maßwerkfenster über dem Sockelgeschoss erzielt, ermöglicht durch das Stelzen der Gewölbekappen und die schlanken Dienste. Die ursprünglichen Bleiglasfenster, von der Königlich Sächsischen Hof-Glasmalerwerkstatt Hertel & Lersch in Düsseldorf hergestellt, wurden durch Fliegerbomben in der Neujahrsnacht 1945 zerstört. Das Chorfenster mit der Darstellung der Marienkrönung wurde 1951 von der Glasmalerei Heinrich Maier in Bad Neuenahr angefertigt. Die Fußbodenfliesen, ebenfalls von Pickel entworfen, lieferte die Sinziger Mosaikplatten- & Thonwaaren-Fabrik. Nach Entwürfen von Pickel wurde der Altar aus Bamberger Sandstein und die 12 Weihekreuze gefertigt.
Die Wandmalerei wurde erst 1899 von Fritz Hoegen angebracht. Die Sockelzone ist von gemalten Wandteppichen bedeckt, im Zentralraum dominiert das Granatapfelmuster und im Chor das Marienmonogramm. In den Gewölbefeldern sind es Ranken, die in marianischen Blüten von Rose, Iris und weißer Lilie enden. Von den ursprünglichen Ausstattungsstücken fehlt lediglich die nach 1945 abgebrochene Kommunionbank. 1987 wurde eine Außenrenovierung vorgenommen und innen wurde lediglich eine Beleuchtung angebracht.